# Igor Skalin
Igor Anatolyevich Skalin (em russo:  Игорь Анатольевич Скалин; Moscou, 12 de janeiro de 1970) é um velejador russo, medalhista olímpico. Ele competiu nos Jogos Olímpicos de Verão de 1996 na classe Soling e conquistou a medalha de prata, ao lado de Georgy Shayduko e Dmitry Shabanov. No mesmo ano, sagraram-se campeões mundiais juntos em Punta Ala.